# Boris Lukomskij
Boris Semjonovič Lukomskij (* 6. června 1951 Saratov, Sovětský svaz) je bývalý sovětský a ruský sportovní šermíř, který se specializoval na šerm kordem. Sovětský svaz reprezentoval v mužích v sedmdesátých letech. Zastupoval leningradskou šermířskou školu, která spadala pod Ruskou SFSR. V roce 1976 a 1980 startoval na olympijských hrách v soutěži jednotlivců a družstev. V roce 1975 obsadil druhé místo na mistrovství světa v soutěži jednotlivců, kterým navázal na třetí místo z roku 1974. Se sovětským družstvem kordistů v roce 1979 získal titul mistra světa a na olympijských hrách 1980 vybojoval bronzovou olympijskou medaili.